# Episodi di Invasion
La prima e unica stagione della serie televisiva Invasion è stata trasmessa negli Stati Uniti per la prima volta dall'emittente ABC dal 21 settembre 2005 al 17 maggio 2006.
In Italia, è andata in onda in prima visione dall'11 luglio al 6 settembre 2006 su Canale 5.
| nº | Titolo originale      | Titolo italiano         | Prima TV USA      | Prima TV Italia  |
| -- | --------------------- | ----------------------- | ----------------- | ---------------- |
| 1  | Pilot                 | Invasion                | 21 settembre 2005 | 11 luglio 2006   |
| 2  | Lights Out            | Dopo l'uragano          | 28 settembre 2005 | 11 luglio 2006   |
| 3  | Watershed             | Presenze inquietanti    | 5 ottobre 2005    | 12 luglio 2006   |
| 4  | Alpha Male            | Infezione sconosciuta   | 12 ottobre 2005   | 12 luglio 2006   |
| 5  | Unnatural Selection   | Sopravvissuti           | 19 ottobre 2005   | 19 luglio 2006   |
| 6  | The Hunt              | La caccia               | 26 ottobre 2005   | 19 luglio 2006   |
| 7  | Fish Story            | Scomparsa               | 9 novembre 2005   | 26 luglio 2006   |
| 8  | The Cradle            | La madre sconosciuta    | 16 novembre 2005  | 26 luglio 2006   |
| 9  | The Dredge            | Ricerca nello stagno    | 23 novembre 2005  | 2 agosto 2006    |
| 10 | Origin of Species     | L'origine della specie  | 30 novembre 2005  | 2 agosto 2006    |
| 11 | Us or Them            | Noi o loro              | 11 gennaio 2006   | 8 agosto 2006    |
| 12 | Power                 | Il potere               | 18 gennaio 2006   | 8 agosto 2006    |
| 13 | Redemption            | Flash dal passato       | 25 gennaio 2006   | 16 agosto 2006   |
| 14 | All God's Creatures   | Tutte creature di Dio   | 8 febbraio 2006   | 16 agosto 2006   |
| 15 | The Nest              | Il nido                 | 15 febbraio 2006  | 23 agosto 2006   |
| 16 | The Fittest           | Fuga nella foresta      | 8 marzo 2006      | 23 agosto 2006   |
| 17 | The Key               | La chiave               | 15 marzo 2006     | 28 agosto 2006   |
| 18 | Re-Evolution          | La nuova specie         | 19 aprile 2006    | 28 agosto 2006   |
| 19 | The Son Also Rises    | Anche il figlio insorge | 26 aprile 2006    | 28 agosto 2006   |
| 20 | Run and Gun           | Fuga verso la salvezza  | 3 maggio 2006     | 6 settembre 2006 |
| 21 | Round Up              | Verso l'olocausto       | 10 maggio 2006    | 6 settembre 2006 |
| 22 | The Last Wave Goodbye | L'ultima onda           | 17 maggio 2006    | 6 settembre 2006 |